# Raymond Franz
Raymond Franz (Cincinnati, Ohio, 1922. május 8. – Atlanta, Georgia, 2010. június 2.) a Jehova Tanúi Vezető Testülete tagja volt 1971-től 1980-ig. Tizenöt éven át volt a nemzetközi adminisztratív központ feje (1965-1980); viszonylag ismert Jehova Tanúi és mások körében. Az 1981-es A Szervezetből való kiválása után két könyvet is kiadott a Jehova Tanújaként megélt tapasztalatairól.

## Fiatalkora
1922-ben harmadik generációs Jehova Tanújaként (továbbiakban JT) született, a legtöbb családtagja szintén tag volt; Frederick Franz, Raymond nagybátyja pedig a Szervezet igen befolyásos alakja volt – az is maradt 1992-ben bekövetkezett haláláig. Az apját 1913-ban keresztelték meg a bibliakutató mozgalom keretében; így a fiú vallásos nevelésben részesült, 1939-ben ő maga is megkeresztelkedett (de már 1938-tól ott tevékenykedett). 1940-re teljes idejű szolga lett, a Szervezet mindig oda küldte, ahol különleges szükség volt a munkás kézre.

## Az egyházi szolgálata
1944-ben elvégezte a Jehova Tanúi által a tagok számára működtetett tanfolyamot, a Gileád misszionáriusképző iskolát; ahonnan – ideiglenesen – az amerikai utazó felvigyázói munkát bízták rá.
1946-ban Puerto Ricóba küldték, majd ő lett Jehova Tanúi képviselője a Karib-tenger térségében, a Virgin Islands szigetein, a Dominikai Köztársaságban.
1957-ben Rafael Trujillo diktátor betiltotta Jehova Tanúi működését Dominikán, így ő maga is veszélybe került.
1959-ben lett a felesége Cynthia, aki elkísérte férjét a misszionáriusi utazásaira.
1961-ben visszatértek Dominikára, hogy még négy éven keresztül terjesszék az evangéliumot.

## Szolgálata a központban, kiutasítás
1965-ben Nathan Homer Knorr, a Szervezet elnöke meghívta őt, hogy a brooklyni központi bételben lakjon és dolgozzon. Bár ő maga inkább misszionáriusként tevékenykedett volna, nem utasította vissza az elnök kérését.
Az Írói Osztályon kezdett el dolgozni, ő írta több társával az Aid to Bible Understandinget (1988-tól apró módosításokkal Éleslátás-könyv), az első enciklopédia-szerű JT kiadványt. Öt évet töltött különböző Biblia-fordítások és kommentárok tanulmányozásával, számos bibliai témájú cikket is írt. Legnagyobb eredményének azt tartotta, hogy igyekeztek elkerülni a dogmatizmust, megmutatták, hogy ugyanazt a dolgot többféleképpen is lehet értelmezni.
1971-ben meghívták a Jehova Tanúi Vezető Testületébe (továbbiakban VT); abban az időben azonban az elnöké volt minden döntési jogkör – a katolikus pápához hasonlóan.
Így a szervezet valamennyi szintjén dolgozott, átlátta a szervezet működését több országban. Franz azt állítja, hogy a kilencéves Vezető Testületi tagként töltött idő alatt kezdett megváltozni a véleménye az egyházukról.
Raymond megbeszélte kételyeit feleségével és úgy határoztak, hogy megkockáztatják igazukért, hogy otthagyják JT központját, ezzel feladják a szervezet által nyújtott kényelmet és biztonságot, a megbecsülést, tekintélyt és hogy olyan helyekre utazhassanak, amelyekről a legtöbb ember csak álmodik.
1979 novemberében Grant Suiter, az egyik VT tag elmondta Raymondnak, hogy azt beszélik, hogy vannak olyan Vezető Testületi tagok, akik a Társulat tanításával összeegyeztethetetlen dolgokat mondanak. – ugyanis Franz az Utolsó Napok Kezdetét nem 1914-re, hanem i. sz. 33-ra tette, vitatta a keresztények kétféle megváltási osztályának létét, amelyet 1935-ben emelt tantétellé az Őrtorony Társulat.
Ezzel egyfajta inkvizíció kezdődött ellene, mint hitehagyott ellen ahelyett, hogy az írásokon alapulva megvitatták volna a kérdéseket. Ekkor ébredt rá, hogy a vezetés nem tűri meg azokat, akiknek doktrínákat érintő kérdéseik vannak, vagy csak nem a társulat által javasolt megközelítést alkalmaznak – mindezeket ön-jelölt apostolokként azonosítják; kiközösítéssel fenyegetnek, újra és újra a korábbi doktrínákat ismételgetik.
1980-ban Franz és felesége egészségügyi okokra hivatkozva alabamai barátjukhoz, a szintén Jehova Tanúja Peter Gregersonhoz költöztek, ahol a házimunkában segédkeztek.
1980. április 22-én Albert Schroeder, a VT elnöklő felvigyázója telefonon értesítette Franzt, hogy a VT eljárást kezdeményezett a fegyelmi bizottságnál őt érintő azon pletykák alapján, melyek szerint valakinek a magánlakásán megtagadták JT alapvető doktrínáit.
1980. május 8-án Schroeder telefonon értesítette őt, hogy a gyülekezetben kavargó pletykák alapján bebizonyosodott, hogy Franz hitehagyottá vált.
Május 19-én visszatért a brooklyni központi bételbe, ahol az asztalán brosúrákat talált arról, hogy Jehova Tanúi miben hisznek.
Május 20-án megjelent a bizottság előtt, ahol hangfelvételeket játszottak le neki, melyen a gyülekezet tagjai beszéltek arról, hogy milyen személyes beszélgetéseket folytattak Franz-szel a Társulat tételeit illetően; arra kérték, hogy kommentálja. Raymond szerint a vádak egy része csak szóbeszéd volt, illetve a hangfelvételen szereplő személyek a lelki manipuláció áldozatai.

## Tárgyalása, a központ elhagyása
1980. május 21-én csak azzal a feltétellel volt hajlandó a kihallgatáson részt venni, ha kap egy másolatot az őt vádló hangfelvételből. Különféle doktrínabeli kérdésekre kellett válaszolnia három órán keresztül, de a bizottság – bár a legtöbb tag kérdést sem tett föl, nem indokolt – nem volt megelégedve a válaszaival.
Május 22-én a bizottság újabb hangfelvétellel állt elő, de Franz annak megbízhatatlanságára hivatkozva visszautasította, hogy reagáljon rá. Schroeder Franz szobájába ment és elmondta, hogy a VT néhány tagja ki akarja őt közösíteni; elmondta, hogy meg tudja győzni a többséget, így nem lesz kiközösítés, de azt szeretné a VT, ha lemondana tisztségéről.
Írt egy lemondó nyilatkozatot, de visszautasította a Társulat által felajánlott nyugdíjat; majd feleségével együtt elhagyta a központot.
Peter Gregerson alabamai zöldséges üzletében dolgozott, az East Gadsden-i JT gyülekezetbe járt.

## Új élet

### Hivatalosan kiközösítve
Az 1980. augusztusi Our Kingdom Ministry (Mi Királyságszolgálatunk) a világ minden gyülekezetébe küldött JT kiadványban szóltak arról, hogy a bétel öt tagja és számos más tanú került kiközösítésre; a cikk arról számolt be, hogy a hitehagyás és a szektariánus bomlás elősegítése vádjaival néztek szembe. Neveket azonban nem közöltek.
1980. szeptember 1-jén a VT körlevelet küldött ki (Leon Weaver („SCG”) írta, aki a Szolgálati Bizottság tagja volt; a vének szervezője), hogy megerősítse, hogy mindenki aki nem ért egyet az új tanításokkal, azok kiközösítésre kell, hogy kerüljenek, még akkor is, ha nem terjeszti a nézőpontját; mindez a nagy sokaság védelmét szolgálja. Franz szerint ezzel lehetővé tették, hogy aki elismeri a Bibliát, Jézust, de nem fogadja el a hű és értelmes rabszolga interpretációját feltétel nélkül, teljes mértékben, azt hitehagyottnak bélyegezzék és kiközösítsék; az emberek gondolatai fölött szeretnének irányítást szerezni, de ezzel nem lehet valakinek a lojalitását megszerezni! Franz szerint Weaver a hatalmi játszmák, rokoni-baráti szívességek következtében adta ki ezt a számára kedvezőtlen nyilatkozatot.

## Franz társai

### Érintettek
1980. április 25-én kiközösítették Cris Sánchezt és feleségét (Nestor Kuilan), René Vázquezt és feleségét. Ők Raymond Franz környezetében dolgoztak. A gyülekezet véneit úgy tájékoztatták, hogy hitehagyás miatt közösítették ki ezeket; azonban Raymondot hivatalosan egyáltalán nem értesítették erről.

### Edward Dunlap
Franz lemondása után néhány nappal, de mielőtt elköltözött volna a család, találkozott Edward Dunlappal (az írói csoport tagja, a rabszolgaosztályba tartozó és a Gileád iskola tanára; részt vett az Aid to Bible Understanding írásában is). Ő beszámolt arról, hogy a VT zaklatta, amiért az Írásokra és nem a Társulat kiadványaira támaszkodik.

### Peter Gregerson
Peter Gregerson a család Alabama államban élő barátja, aki befogadta őket. A helyi gyülekezet kérvényezte a Vénné való kinevezését. Azonban a VT visszaírt, hogy nem javasolja a kinevezést, de még csak kisegítő szolgának sem.
Franz úgy érezte, hogy ellene és barátai ellen hadjárat indult; az Őrtorony cikkek felkészítik a tanúkat a tőlük való elkülönülésre.
Gregerson is néhány alkalommal a Társulatétól eltérő szóhasználattal, megközelítéssel élt; a gyülekezete vénei emiatt figyelmeztették. Végül, 1981. március 18-án bejelentette elkülönülését. Abban az időben a Szervezet még engedélyezte, hogy a tagjai az elkülönült személyekkel barátkozzanak, így Franz továbbra is jó kapcsolatban maradt vele.

## Kiközösítése
Később a VT azt a határozatot hozta, hogy az elkülönült és kiközösített személyeknek még csak köszönni sem szabad („… a hitet megtagadta, és rosszabb a hitetlennél.” 1Tim5:8); Raymond azonban nem szakította meg a kapcsolatot munkaadójával, a vének pedig folyton figyelmeztették, hogy ezt tegye meg.
1981. december 30-ai hatállyal Franzt kiközösítették, mivel egy elkülönült személlyel (Gregerson) együtt étkezett (1Kor6:9,10, 1Kor5:11).
A tanúk nem olvashatják el kiközösítettek írásait, kritikai cikkeket, mert azok mind az „ördög”től vannak.

## Következmények és utóélete
Franz két könyvet írt a JT-ról; milyen az élet Jehova Tanújaként, vezető testületi tagként, a különböző szervezeti szintek működéséről.
Az Őrtorony-társulat nem említi meg többé a nevét a kiadványaikban – ahogyan más kiközösítettekét sem. Aki kiközösítettnek, elkülönültnek köszön vagy üdvözli azt, őt magát is kiközösítik.
Haláláig csendes nyugodt életet élt feleségével Amerikában. Családi hátterét és múltját soha nem használta fel előnyszerzésre, viszonylagos szegénységben éltek. Több ezer levelet kapott, amelyben volt tanúk köszönik meg, hogy leírta tapasztalatait, tanúk számolnak be arról, hogy hasonló érzésekkel küzdenek. Jézusban és Istenben akarnak bízni, nem pedig elbukó emberi vezetőkben vagy szervezetben.

## Halála
2010. május 30-án, 88 éves korában, Franz egy stroke miatt kórházba került. Egyik pillanatról a másikra elesett. A kórházban lélegeztetőgép tartotta életben, de az orvosok kétség nélkül kijelentették, hogy olyan fokú az agysérülése, hogy semmi esély nincs a gyógyulásra, agyi tevékenységnek semmi jele. A gép lekapcsolását feleségére bízták, aki nagyon hosszú vívódás után írta alá a beleegyezését. Ezt követően néhány óra múlva, június 2-án elhunyt.